# Protozantaena grebennikovi
Protozantaena grebennikovi är en skalbaggsart som beskrevs av Perkins 2009. Protozantaena grebennikovi ingår i släktet Protozantaena och familjen vattenbrynsbaggar. Inga underarter finns listade i Catalogue of Life.